# Station Hillside
Hillside is een spoorwegstation van National Rail in Sefton in Engeland. Het station is eigendom van Network Rail en wordt beheerd door Merseyrail. 